# Tinción

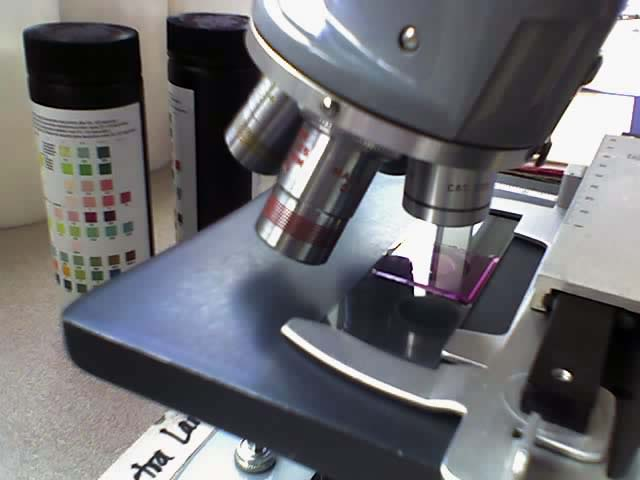
Un espécimen histológico teñido, colocado entre portaobjetos y cubreobjetos, montado sobre la platina de un microscopio óptico.

Una tinción o coloración es una técnica auxiliar utilizada en microscopía para mejorar el contraste en la imagen vista al microscopio. Los colorantes y tinturas son sustancias que usualmente se utilizan en biología y medicina para resaltar estructuras en tejidos biológicos que van a ser observados con la ayuda de diferentes tipos de microscopios. Los diferentes colorantes pueden ser utilizados para aumentar la definición y examinar grandes cortes de tejido (resaltando por ejemplo fibras musculares o tejido conectivo), poblaciones celulares (por ejemplo clasificando diferentes células sanguíneas) o incluso para resaltar orgánulos dentro de células individuales.
En bioquímica, esto implica agregar un colorante específico (esto significa que se una de manera selectiva ya sea a ADN, proteínas, lípidos, carbohidratos, etc.) a un sustrato para cualificar o cuantificar la presencia de un determinado compuesto. Tanto la tinción como el marcado fluorescente pueden servir para los mismos propósitos.
Diferentes tipos de tinciones biológicas son utilizadas también para marcar células en citometría de flujo y para marcar proteínas o ácidos nucleicos en electroforesis en gel.
Las tinciones no están limitadas a su uso en materiales biológicos, también pueden ser utilizadas para estudiar la morfología de otros materiales (por ejemplo, las estructuras lamelares de polímeros semicristalinos de las estructuras de dominio de bloques de copolímeros).

## Tinciónin vivoein vitro
Una tinción in vivo (tinción vital) es el proceso de teñir tejidos vivos. Al provocar que determinadas células o estructuras adquieran los colores de contraste, se puede estudiar su ubicación y morfología mientras están desempeñando su función. El propósito más común es revelar detalles de la citoestructura que de otra manera no resultarían evidentes, sin embargo, la tinción vital puede revelar además donde aparece un determinado producto químico o donde se lleva a cabo una determinada reacción química dentro de las células o tejidos. 
A menudo estas tinciones son llamadas tinciones vitales. Se introducen en el organismo mientras las células aún se encuentran vivas. Para conseguir el efecto deseado, el colorante usualmente se utiliza en soluciones muy diluidas que van entre 1:5.000 a 1:50.000. A pesar de esto las tinciones son eventualmente tóxicas para los organismos, algunas más que otras. 
Una tinción in vitro o "supravital" involucra el coloreo de células o estructuras que han sido removidas de su contexto biológico. Se utiliza a menudo una combinación de varios colorantes para revelar más detalles y características de las que se obtendrían con la utilización de uno solo. Combinados con protocolos específicos de fijación y de preparación de muestras, los científicos y profesionales de la salud pueden utilizar estas técnicas estandarizadas como una herramienta diagnóstica repetible y consistente. Una contratinción es una tinción que consigue que las células o estructuras sean más visibles, cuando no se consigue que sean totalmente visibles con la tinción principal.
Por ejemplo, el cristal violeta tiñe únicamente a las bacterias Gram positivas en la tinción de Gram. Se utiliza una contratinción de safranina (que colorea todas las células), para permitir también la identificación de bacterias Gram negativas.
Es de notar que muchas tinciones pueden ser utilizadas tanto en células vivas como en células fijadas.

### Métodos de tinción in vitro

#### Preparación
Las etapas preparatorias involucradas en una tinción van a depender del tipo de análisis planeado; bajo estas premisas se puede considerar que algunos o todos de los siguientes pasos podrían requerirse.
- Fijación: de por sí, esta etapa puede consistir en varios pasos. La fijación es una modificación de las propiedades fisicoquímicas de las proteínas que forman una célula o tejido y que tiene por finalidad preservar las formas de las células o tejidos tanto como sea posible. A veces se puede utilizar una fijación por calor para matar, adherir y alterar un espécimen de modo que acepte la tinción. La mayor parte de las veces se utiliza un fijador químico. Los fijadores químicos en general causan la formación de enlaces cruzados entre proteínas, o entre proteínas y otras sustancias presentes en la muestra, incrementando su resistencia mecánica. Entre los fijadores químicos más comunes se encuentran el formaldehído, etanol, metanol, y/o el ácido pícrico. Pequeños bloques de tejido pueden ser embebidos en parafina o algún polímero, proceso conocido como inclusión, para incrementar su resistencia y estabilidad, y para hacer más fácil cortarlos en rodajas extremadamente delgadas, ya que cuanto más delgado es un corte histológico, más definición se obtiene en las imágenes microscópicas.

- Permeabilización este paso implica el tratamiento de las células con un surfactante suave. Este tipo de tratamiento tiene como finalidad disolver la membrana celular para permitir que las grandes moléculas de colorante puedan acceder a las estructuras del interior de las células.

- Montaje frecuentemente implica adherir los cortes histológicos a un portaobjetos de vidrio para su observación al microscopio o análisis. En algunos casos, se puede cultivar a las células directamente sobre le portaobjetos. En muestras de células sueltas, como las que se presentan en un extendido de sangre o de fluidos biológicos, la muestra puede ser aplicada directamente sobre el portaobjetos. Para piezas de tejido de mayor tamaño, se utiliza un micrótomo que corta la muestra en rodajas sumamente delgadas. Estas rodajas son luego adheridas al portaobjetos por medio de una substancia que funciona como pegamento, ya sea una resina transparente, gelatina o clara de huevo. El montaje tiene por finalidad aumentar la resistencia mecánica de una muestra que de otra manera sería extremadamente frágil, para que soporte el proceso de teñido conservando lo más posible su estructura original.

#### Tinción adecuada
En su forma más simple, el verdadero proceso de tinción puede implicar la inmersión de la muestra (antes o después de la fijación y el montaje) en la solución colorante, seguido del aclarado que es un lavado para eliminar el exceso de colorante y la observación.
Muchos tintes, sin embargo, requieren del uso de un mordiente, esto es, un compuesto químico que reacciona con el colorante para formar un precipitado coloreado insoluble. Cuando la solución de colorante en exceso se elimina durante el aclarado, la tinción mordentada permanece.
La mayoría de los colorantes utilizados en microscopía se encuentran disponibles como colorantes certificados. Esto significa que los colorantes ofrecidos por el fabricante han sido evaluados por un organismo independiente, la Biological Stain Commission, y que este organismo ha determinado que el producto ofrecido cumple o excede ciertos estándares de pureza, concentración de sustancia colorante y desempeño en las técnicas de tinción empleadas. Estos estándares son publicados detalladamente en la revista Biotechnic & Histochemistry. Muchos colorantes presentan una composición diferente entre diferentes fabricantes. La utilización de colorantes certificados elimina una fuente de resultados inesperados.

### Tinción directa
Hablamos de tinción directa cuando el colorante interacciona directamente con el sustrato, sin otro tratamiento previo.

### Tinción indirecta
Se denomina de este modo a las tinciones que hacen uso de un mordiente. Un mordiente habitual es el ácido tánico.

## Afinidad de diferentes tejidos por diferentes colorantes
Cuando un tejido u estructura subcelular presenta una afinidad por un determinado colorante se suele designar por los sufijos -filo o -fílico. Por ejemplo, los tejidos que se tiñen con azure suelen ser nombrados como azurófilos o azurofílicos. También puede ser utilizado para designar propiedades tintoriales más generalizadas, por ejemplo los tejidos que se tiñen con colorantes de naturaleza ácida (por ejemplo la eosina) suelen ser denominados como acidofílicos, basofílicos cuando se tiñen con colorantes de naturaleza básica (tales como por ejemplo el azul de metileno o la hematoxilina), y anfifílicos cuando aceptan ambos colorantes. Por el contrario, los tejidos cromófobos no toman colorante con facilidad.

### Tinción negativa
Un método sencillo de tinción para bacterias, que además es un claro caso de cromofobia y que por lo tanto funciona aun cuando los métodos de tinción positiva fallan, es la tinción negativa. Esto puede ser conseguido simplemente extendiendo la muestra en un portaobjetos y aplicando directamente sobre ella una gota de nigrosina o tinta china y cubriendo luego la muestra humedecida con un cubreobjetos. Luego de esto, los microorganismos pueden ser observados fácilmente por medio de microscopía en campo claro como inclusiones claras muy bien contrastadas contra el medio oscuro que las rodea. Adicionalmente, la tinción negativa es una técnica suave que no destruye a los microorganismos, permitiendo por lo tanto un recultivo posterior para el estudio de patógenos.

## Colorantes
La mayoría de los colorantes son compuestos orgánicos que tienen alguna afinidad específica por los materiales celulares. Muchos colorantes utilizados con frecuencia son moléculas cargadas positivamente (cationes) y se combinan con intensidad con los constituyentes celulares cargados negativamente, tales como los ácidos nucleicos y los polisacáridos ácidos. Ejemplos de colorantes catiónicos son el azul de metileno, el cristal violeta y la safranina. Otros colorantes son moléculas cargadas negativamente (aniones) y se combinan con los constituyentes celulares cargados positivamente, tales como muchas proteínas. Esos colorantes incluyen la eosina, la fucsina ácida y el rojo Congo. Otro grupo de colorantes son sustancias liposolubles; los colorantes de este grupo se combinan con los materiales lipídicos de la célula, usándose a menudo para revelar la localización de las gotículas o depósitos de grasa. Un ejemplo de colorante liposoluble es el negro Sudán.
Si se desea simplemente incrementar el contraste de las células para la microscopía, son suficientes los procedimientos simples de tinción. El azul de metileno es un buen colorante simple que actúa sobre todas las células bacterianas rápidamente y que no produce un color tan intenso que oscurezca los detalles celulares. Es especialmente útil para detectar la presencia de bacterias en muestras naturales, puesto que la mayor parte del material no celular no se tiñe.

## Colorantes histológicos más comunes
Los diferentes colorantes reaccionan o se concentran en diferentes partes de las células o tejidos, y estas propiedades son utilizadas como una ventaja para revelar partes o áreas específicas. Algunos de los colorantes biológicos más comunes se listan más abajo. A menos que se indique lo contrario la mayoría de estos colorantes se utilizan con células y tejidos fijados. Las tinciones vitales (que pueden ser utilizadas con organismos vivos) se encuentran destacadas.

### Azul brillante de Coomassie
Azul de Coomassie (también conocido como Coomassie blue) es un colorante que tiñe en forma no específica a todas las proteínas con un fuerte color azul. Se utiliza frecuentemente para teñir las corridas de proteínas en las electroforesis en gel.

### Azul de metileno
El azul de metileno se utiliza para teñir células de animales y vegetales, para hacer más visibles sus núcleos. También sirve para la observación de estructuras fúngicas en forma natural (Micelio)

### Azul de Nilo
El Nile Blue o Nile blue A, es decir, azul Nilo, tiñe los núcleos de color azul. También puede ser utilizado para teñir células vivas.

### Bismarck brown
Bismarck brown (Marrón Bismarck, también conocido como Bismarck brown Y o Manchester brown) imparte un color amarillo a las mucinas ácidas. Se puede utilizar con células vivas.

### Bromuro de etidio
El bromuro de etidio (BE) se intercala en el ADN y le otorga un color rojo naranja fluorescente. A pesar de que no es capaz de teñir células vivas ya que no atraviesa las membranas intactas, puede ser utilizado para identificar células que se encuentran en las etapas finales de la apoptosis, ya que tales células poseen unas membranas mucho más permeables. Por el mismo motivo, el bromuro de etidio es utilizado como un marcador de apoptosis en poblaciones celulares y para localizar las bandas de ADN en una corrida en electroforesis en gel. Este colorante puede ser utilizado en combinación con naranja de acridina (NA) en el conteo de células viables. Esta tinción combinada BE/NA le otorga a las células vivas un color verde fluorescente mientras que las células apoptóticas aparecen con la distintiva fluorescencia rojo-naranja.

### Carmín de Best
El carmín es un colorante natural de origen animal, de un intenso color rojo que puede ser utilizado como sal de litio para teñir glicógeno, mientras que las sales de alumbre-carmín son colorantes que se adhieren al núcleo. Las tinciones con carmín requieren del uso de un mordiente, que usualmente es aluminio o alumbre.

### Cristal violeta
El cristal violeta, al ser combinado con un mordiente adecuado, tiñe las paredes celulares de color púrpura. El cristal violeta es un componente importante en la coloración de Gram.

### DAPI
El DAPI es un colorante nuclear (tiñe el núcleo) fosforescente, se excita con luz ultravioleta para producir una fuerte fluorescencia azul cuando se encuentra unido al ADN. El DAPI se une a las regiones de alta repetición A=T en los cromosomas. Además no es visible cuando se utiliza con un microscopio de transmisión corriente. Puede ser utilizado en células vivas o fijadas. La técnica de tinción con DAPI es especialmente adecuada para el recuento celular.

### Eosina
La eosina se utiliza más frecuentemente como contracoloración de la hematoxilina, impartiendo un color que va del rosado al rojo al material citoplasmático, membrana celular, y algunas estructuras extracelulares. Además imparte un fuerte color rojo a los eritrocitos. La eosina puede ser utilizada también en algunas variantes de la coloración de Gram, y en muchos otros protocolos de tinción. De hecho existen dos compuestos muy estrechamente relacionados (aunque no iguales) conocidos como eosina. El más frecuentemente utilizado es la eosina Y (también conocida como eosina amarillenta) ya que posee una tonalidad amarillenta muy suave. El otro compuesto conocido como eosina es la eosina B, también conocida como eosina azulada o rojo imperial, la cual posee una suave tonalidad azul. Los dos colorantes son intercambiables, y el la utilización de uno u otro es más una cuestión de preferencia y tradición.

### Fucsina ácida
La fucsina ácida puede ser utilizada para colorear colágeno, músculo liso o mitocondrias. Forma parte de la coloración tricrómica de Mallory donde se utiliza para colorear núcleo y citoplasma. En la tinción de Van Gieson (picrofucsina), la fucsina es la responsable de dar el color rojo a las fibras de colágeno. También es una coloración tradicional para colorear mitocondrias (método de Altmann).

### Hematoxilina
La hematoxilina es un colorante nuclear. Hay variedad de ellas siempre usando la base de hematoxilina extraída del árbol palo campeche.  Existe la hematoxilina de Mayer, de Harris, y otras. Utilizado con un mordiente, la hematoxilina tiñe los núcleos celulares de color azul violeta a negro. Con gran frecuencia se utiliza en combinación con eosina en la coloración H&E (hematoxilina y eosina), una de las más comunes utilizadas en histología.

### Hoechst
Hoechst es un compuesto derivado bis-benzimidazol que se une al surco menor del ADN. Se utiliza con frecuencia en microscopía de fluorescencia para colorear el ADN. Hoechst tiene color amarillo cuando se encuentra disuelto en agua, y emite luz azul cuando recibe luz ultravioleta. Hay dos tipos principales de colorantes Hoechst. Hoechst 33258 y Hoechst 33342. Ambos compuestos son funcionalmente similares, aunque poseen pequeñas diferencias en su estructura. El Hoechst 33258 contiene un hidroxilo terminal, y por lo tanto es más soluble en solventes acuosos, aunque esta característica disminuye su habilidad para penetrar la membrana plasmática. El Hoechst 33342 contiene un grupo etilo en sustitución del grupo hidroxilo terminal (un grupo etileter), lo que lo hace más hidrofóbico, y con mejor penetración en la membrana plasmática.

### Yodo
El yodo se utiliza en química analítica como indicador para el almidón y otros polisacáridos. Cuando se mezcla almidón con una solución de yodo, se desarrolla un color intensamente azul, representando la formación del complejo de inclusión yodo/almidón. El almidón es una sustancia muy común en la mayor parte de las células vegetales, de modo que una solución diluida de yodo puede colorear el almidón presente en las células. El yodo también es componente de la coloración de Gram utilizada en microbiología. La solución de Lugol o Lugol yoduro (IKI) es una solución de color marrón que se torna negra en presencia de almidones y puede ser utilizada para colorear células, haciendo más visible el núcleo. En la coloración de gram el yoduro se utiliza como mordiente, aumentando la capacidad del colorante para entrar en las células a través de los poros presentes en la membrana o pared celular.

### Naranja de acridina
El naranja de acridina es un colorante fluorescente, catiónico y selectivo para ácidos nucleicos útil para demostraciones sobre el ciclo celular. Es capaz de atravesar la membrana celular e interactúa con el ADN y el ARN por intercalación o interacciones electrostáticas. Cuando se une al ADN presenta un espectro muy similar al de la fluoresceína. Al igual que la fluoresceína, se puede utilizar también como una tinción inespecífica para dar un trasfondo fluorescente (contraste) a tinciones convencionales en la superficie de muestras sólidas de tejidos (coloración de contraste fluorescente).

### Plata
Una tinción argéntica es el uso de plata para colorear preparados histológicos. Este tipo de coloración es especialmente importante para demostrar proteínas (por ejemplo el colágeno tipo III) y ADN. Se utiliza para facilitar la visualización de ambas sustancias tanto dentro como fuera de las células. También se utiliza la tinción argéntica en la electroforesis en gel en gradiente de temperatura.
Algunas células argentafines reducen las soluciones de plata a plata metálica, luego de la fijación con formalina. Este método fue descubierto por el fisiólogo italiano Camillo Golgi, utilizando una reacción entre el nitrato de plata y el dicromato de potasio, para precipitar cromato de plata en algunas células (método de Golgi).
 Otras células son argirofílicas: sólo reducen la plata a su forma metálica, después de ser expuestas a una tinción que contiene un agente reductor como la hidroxiquinona o formalina.

### Rodamina
La rodamina es una tinción fluorescente específica para proteínas utilizada comúnmente en microscopía fluorescente.

### Rojo neutro
El rojo neutro (toluylene red) colorea de rojo a los cuerpos de Nissl. Con frecuencia se utiliza como contracoloración en otras técnicas de tinción.

### Rojo Nilo
El Rojo Nilo (también conocido como oxazona del azul nilo) se produce hirviendo el Azul Nilo con ácido sulfúrico. Este tratamiento produce una mezcla de Rojo y Azul Nilo. El Rojo Nilo es una coloración lipofílica, y se acumula en los glóbulos lipídicos en el interior de las células, y los colorea de rojo. El Rojo Nilo puede utilizarse con células vivas. Fluoresce fuertemente cuando se encuentra particionado en lípidos, pero prácticamente no presenta fluorescencia en soluciones acuosas.

### Safranina
La safranina (o safranina O) es un colorante nuclear. Colorea los núcleos celulares de rojo, y se utiliza principalmente como contracoloración. También puede ser utilizada para darle una coloración amarilla al colágeno.

### Sudán
La coloración de Sudán se utiliza para destacar sustancias "sudanofílicas", por lo común, lípidos. También se utiliza para determinar los niveles de grasa en materia fecal para diagnosticar esteatorrea. Hay varios colorantes de la familia sudan, por ejemplo: Sudan III, Sudan IV, Oil Red O, y Sudan Black B.

### Tetróxido de osmio
El tetróxido de osmio se utiliza en microscopía óptica para colorear lípidos. Se disuelve con facilidad en las grasas y se reduce a osmio metálico al interactuar con material orgánico, dejando un color marrón o negro característico.

### Verde de metilo
El verde de metilo se utiliza frecuentemente en microscopia de campo claro, para teñir la cromatina de las células y facilitar así su visualización.

### Verde malaquita
El verde malaquita (conocido también como diamond green B o victoria green B) puede ser utilizado como contracoloración azul-verdosa en combinación con la safranina un ejemplo es la Tinción de Schaeffer-Fulton para bacterias. También se puede utilizar directamente para colorear endosporas.

## En microscopía electrónica
Al igual que en la microscopía óptica, se puede hacer uso de sustancias que aumentan el contraste en la microscopía de transmisión electrónica. Por lo general se utilizan sustancias electrondensas, o metales pesados.

### Ácido fosfotúngstico
El ácido fosfotúngstico es un colorante negativo común utilizado para resaltar virus, nervios, polisacáridos, y otros tejidos y materiales biológicos.

### Tetróxido de osmio
El tetróxido de osmio se utiliza en microscopía óptica para teñir lípidos. Se disuelve en grasas y se reduce por la presencia de materiales orgánicos a osmio metálico, dejando un residuo negro fácilmente visible. Debido a que es un metal pesado, que absorbe los electrones, es quizá la coloración más común para resaltar morfologías en la microscopía electrónica. También se utiliza para la tinción de varios polímeros para el estudio de los mismos por TEM. El OsO4 es muy volátil y extremadamente tóxico. Es un agente oxidante fuerte, ya que en él el osmio tiene un estado de oxidación +8. Oxida agresivamente muchos materiales, dejando un depósito de osmio no volátil en un estado de oxidación bajo.

### Tetróxido de rutenio
El tetróxido de rutenio es igualmente volátil e incluso más agresivo que el tetróxido de osmio, lo que permite colorear materiales que se resisten a la coloración con osmio. Por ejemplo el polietileno.

### Otros
Otros compuestos químicos utilizados en microscopía electrónica: molibdato de amonio, yoduro de cadmio, carbohidrázida, cloruro férrico, hexamina tricloruro de indio, nitrato de lantano, acetato de plomo (II), citrato de plomo, nitrato de plomo (II), ácido peryódico, ácido fosfomolíbdico, ferricianuro de potasio, ferrocianuro de potasio, rojo de rutenio, nitrato de plata, proteinato de plata, cloroaurato de sodio, nitrato de talio, tiosemicarbázida, acetato de uranilo, nitrato de uranilo y sulfato de vanadilo.

## Algunas de las tinciones más comunes
Nota: Esta lista incluye solo algunas de las tinciones más comunes, y no es ni con mucho completa.
| Tinción                               | Tipo                       | Características | Uso | Ejemplo |
| ------------------------------------- | -------------------------- | --- | --- | ------- |
| Hematoxilina                          | Básica / Acidofílica       | Tiñe núcleos, ácidos nucleicos y estructuras basofílicas (mitocondrias y ribosomas) en azul. | Tinción histológica general |         |
| Eosina                                | Ácida / Basofílica         | Tiñe proteínas y estructuras con afinidad por los ácidos en diferentes tonos de rojo | Tinción histológica general |         |
| Tinción hematoxilina-eosina           | Bicomponente Anfifílica    | - Los núcleos aparecen en azul (hematoxilina). - Los ácidos nucleicos asociados a proteína (ej. ribosomas) en violeta - Fibra muscular en rojo - Tejido conectivo en rosado | Tinción histológica general |         |
| Tinción hemalumbre-eosina             | Bicomponente Anfifílica    | Similar a la tinción H&E con colores más marcados y definidos | Tinción histológica general |         |
| Tinción HOPS                          | Policromática              | - Los núcleos aparecen en azul (hematoxilina). - La elastina aparece en negro (orceína). - Fibra muscular en rojo (filoxina) - Tejido conectivo (colágeno) en amarillo (safranina) | |         |
| Tinción HPS                           | Policromática              | - Los núcleos aparecen en azul (hematoxilina). - Fibra muscular en rojo (filoxina) - Tejido conectivo (colágeno) en amarillo (safranina) | |         |
| Tinción de Papanicolau                | Policromática              | Permite ver la cromatina con mucha claridad. - Los núcleos aparecen de color entre azul y negro. - Células con alto contenido de queratina en amarillo - Glucógeno en amarillo - Células superficiales de naranja a rosado - Células intermedias y parabasales entre turquesa y azul - Las células metaplásicas muestran coloraciones mezcladas (por ejemplo, verde y rosa). | Se utiliza para diferenciar células en muestras de secreciones biológicas (esputo, LCR, orina, etc.) y en raspados y biopsias. Permite distinguir con relativa facilidad células con transformaciones neoplásicas, levaduras y bacterias. |         |
| Tinción de Romanowsky                 | Pancromática de Romanowsky | | Extendidos sanguíneos |         |
| Tinción de Wright                     | Pancromática de Romanowsky | | |         |
| Tinción de Giemsa                     | Pancromática de Romanowsky | | |         |
| Tinción de Jenner                     | Pancromática de Romanowsky | | |         |
| Tinción de Leishman                   | Pancromática de Romanowsky | | |         |
| Tinción de Field                      | Pancromática de Romanowsky | | |         |
| Tinción de May Grünwald               | Pancromática de Romanowsky | | |         |
| Tinción de May Grünwald-Giemsa        | Pancromática de Romanowsky | | |         |
| Tinción con azul brillante de cresilo | Supravital metacromática   | Tiñe de azul oscuro restos de ácidos nucleicos, y los proteoglicanos ácidos en varios tonos de violeta. | Diagnóstico de anemias regenerativas Demostración de estructuras metacromáticas |         |
| Tinción de Perls                      | Complexométrica            | Tiñe los depósitos de hemosiderina y hierro férrico de color azul-celeste | Diagnóstico de hemopoyesis ineficaz, y hemocromatosis |         |
| Tinción tricrómica de Masson          | Tricrómica                 | - Los núcleos aparecen en marrón o negro. - Keratina y músculo en rojo - Los citoplasmas aparecen en tonos de rosa. - El colágeno y el hueso, en azul o verde. | Se tiñen fibras, tejido muscular y citoplasmas, donde destaca esencialmente el condrioma como un fino granulado rojizo. Sin embargo, por su pH ácido, que se encuentra entre 2.5 y 2.7 (ligeramente por encima del óptimo para la tinción del colágeno), se presenta como una tinción incompleta y difusa del componente fibrilar más fino (membrana basal y finas fibras reticulares). |         |
| Tinción tricrómica de Lillie          | Tricrómica                 | Símil tricrómica de Masson | |         |
| Tinción tricrómica AZAN de Heidenhan  | Tricrómica                 | Símil tricrómica de Masson. Los citoplasmas aparecen en tonos de rojo más profundos y el conectivo en tonos más intensos de azul. | |         |
| Tinción tricrómica de Mallory         | Tricrómica                 | Símil tricrómica de Masson | |         |
| Tinción de Van Gieson                 | Tricrómica                 | - Los núcleos celulares aparecen en colores de marrón a negro. - Colágeno (tejido conectivo fibroso): color rosa o rojo. - Músculo y citoplasma: color amarillo. | |         |
| Tinción de Movat                      |                            | - Negro = núcleos, fibras elásticas - Amarillo = colágeno, fibras reticulares - Azul = sustancia basal, mucina - Rojo brillante = fibrina - Rojo = músculo | |         |
| Tinción tricrómica de Gömöri          | Tricrómica Argéntica       | | |         |
| Tinción de Warthin-Starry             | Argéntica                  | | |         |
| Tinción de Von Kossa                  | Argéntica                  | Tiñe de tonos de marrón y negro los depósitos de fosfato inorgánico en hueso. | |         |
| Tinción de Golgi                      | Argéntica                  | | |         |
| Tinción de Bielchowsky                | Argéntica                  | | |         |
| Tinción de Jones                      | Argéntica                  | | |         |
| Tinciones para microbiología          |                            | | |         |
| Tinción de Gram                       |                            | | |         |
| Tinción de Ziehl-Neelsen              |                            | | |         |
| Tinción de Schaeffer-Fulton           |                            | Tiñe endosporas de verde y bacterias en rojo | Sirve para diferenciar endosporas y bacterias. |         |
| Tinción de Conklin                    |                            | Tiñe endosporas de verde, similar a la tinción de Schaeffer-Fulton. | |         |
| Tinción de Grocott                    |                            | | Detección de microorganismos, en especial fúngicos. |         |
| Tinción de Dieterle                   |                            | | Búsqueda de microorganismos (por ejemplo, Treponema pallidum) |         |
| Tinción negativa                      |                            | Tiñe el exterior, pero no el interior de células y estructuras. | Es muy utilizada en microscopía electrónica. En microscopía óptica, para identificar microorganismos encapsulados. |         |
| Tinción con mucicarmina               |                            | Tiñe las paredes celulares de polisacáridos de un intenso color rojo. | Sirve para diferenciar bacterias con pared de polisacáridos de otras que no (por ejemplo, los Cryptococcus son mucicarmina +). |         |
| Tinciones para organelos              |                            | | |         |
| Tinción metacromática                 |                            | Produce colores púrpuras y violetas en presencia de mucopolisacáridos ácidos sulfatados. | |         |
| Tinciones para fibras                 |                            | | |         |
| Tinción de Weigert                    |                            | Tiñe fibras elásticas en tonos de azul y violeta. | |         |
| Tinción con orceína                   |                            | Tiñe fibras elásticas en tonos de marrón y negro. | |         |
| Tinciones para carbohidratos          |                            | | |         |
| Tinción PAS                           |                            | Tiñe carbohidratos y proteínas glicosiladas de color rojo magenta. | |         |
| Tinción con Lugol                     |                            | Tiñe el almidón de azul, el glucógeno de amarillo y el resto en tonos de ocre. | |         |
| Tinción con carmín                    |                            | Tiñe el glicógeno de intenso color rojo. | |         |
| Tinciones para proteínas              |                            | | |         |
| Tinción argéntica                     |                            | En función del fijado, tiñe proteínas y ácidos nucleicos en tonos de negro y marrón. | |         |
| Tinción con Rojo Congo                |                            | Tiñe el amiloide de un intenso color rojo. | Se utiliza con hematoxilina/eosina en patología cuando se busca amiloide. |         |
| Tinción con Alcian Blue               |                            | Tiñe mucopolisacáridos ácidos de color azul. | |         |
| Tinción con Azul de Coomassie         |                            | Tiñe inespecíficamente proteínas de color azul. | |         |
| Tinciones para ácidos nucleicos       |                            | | |         |
| Tinción de Feulgen                    |                            | Tiñe el ADN y los cromosomas de color rojo-violeta. | |         |
| Naranja de acridina                   |                            | Tiñe ADN y cromosomas de color verde fluorescente, ARN y ribosomas en color rojo fluorescente. | |         |
| DAPI                                  |                            | Tiñe ADN de color azul-celeste fluorescente. | |         |
| Bromuro de etidio                     |                            | | |         |
| Tinciones para lípidos                |                            | | |         |
| Tinción con Luxol Fast Blue           |                            | Tiñe la mielina de color azul-celeste. | |         |
| Técnica de la Hematina ácida de Baker |                            | Tiñe fosfolípidos y nucleoproteínas de color azul negro. | |         |
| Tinción con Oil Red O                 | Sudán lipofílica           | Tiñe lípidos neutros de color rojo intenso | |         |
| Tinción con Sudan Black B             | Sudán lipofílica           | Tiñe gotas de lípidos neutros de color negro azulado. | |         |
| Tinción con Sudan II                  | Sudán lipofílica           | | |         |
| Tinción con Sudan III                 | Sudán lipofílica           | Tiñe lípidos neutros de color rojo. | |         |
| Tinción con Sudan IV                  | Sudán lipofílica           | | |         |